# 韋奇伍德 (密歇根州)
韋奇伍德（英語：Wedgewood）是位於美國密歇根州韋克斯福德縣切里格羅夫鎮區的一個普查規定居民點。

## 人口
根據2020年美國人口普查的數據，韋奇伍德的面積為1.69平方千米，當中陸地面積為1.61平方千米，而水域面積為0.08平方千米。當地共有人口227人，而人口密度為每平方千米134.32人。